# Лайл і Ерік Менендеси
Джо́зеф Лайл Мене́ндес (англ. Joseph Lyle Menendez, нар. 10 січня 1968) і Е́рік Ге́йлен Мене́ндес (англ. Erik Galen Menendez, нар. 27 листопада 1970) — американські брати-вбивці власних батьків. Убивство батьків братами та судовий процес над ними набули неабиякого розголосу в США. Постаті братів Менендесів знайшли відображення в літературі, кінематографі, комп'ютерних іграх тощо. Відбувають довічне ув'язнення.

## Обставини справи
20 серпня 1989 року Лайл і Ерік Менендеси застрелили власних батьків — Хосе і Кітті Менендесів — в елітному містечку Каліфорнії, Беверлі-Гіллз. Пізніше, намагаючись приховати злочин, брати викинули зброю, з якою скоїли вбивства, і купили квитки на сеанс у кінотеатрі. Коли брати повернулися додому, Лайл подзвонив у поліцію і повідомив про вбивство батьків. Убивство в елітному районі по сусідству з зірками Голівуду стало справжньою сенсацією і не зникало з екранів телевізорів протягом довгого часу у 1993 році.
Поліція одразу почала підозрювати Лайла і Еріка, хоча в обох було алібі, адже приблизно в момент вбивства вони були в кіно. З часом, Ерік зізнався у своїй причетності до вбивства своєму психіатру, котрий ненароком поділився новиною з власною коханкою, а через неї про злочин дізналася поліція. У березні 1990 року 22-річний Лайл і 19-річний Ерік були арештовані.
Попри зізнання психіатра, суд протягом довгого часу не міг дійти згоди, чи могло зізнання психіатра бути допущене як доказ, аж поки Верховний суд Каліфорнії дозволив представити зізнання одного з братів у вбивстві. Коли влітку 1993 року розпочалося слухання справи, брати Менендеси виправдовували вбивство необхідною обороною і представили в суд факти багаторічного сексуального насилля з боку Хосе і Кітті Менендесів. У результаті суд присяжних по кожному з братів не зміг дійти згоди.
Під час повторного судового засідання, яке розпочалося в жовтні 1995 року, присяжні, однак, не повірили братам Менендесам. Прокурорам вдалося переконати присяжних, що брати вбили власних батьків заради збагачення та бажання успадкувати батьківську велику спадщину. У березні 1996 року Лайл і Ерік були засуджені до довічного ув'язнення. Їх утримують окремо один від одного в різних тюрмах Каліфорнії. Вони обоє одружилися з жінками, з якими познайомилися завдяки розголосу і власній популярності у пресі.

## Екранізації
- 19 вересня 2024 року на Netflix вийшов другий сезон серіалу-антології «Чудовисько» під назвою «Історія Лайла й Еріка Менендесів»[3].